# افزونگی ژن

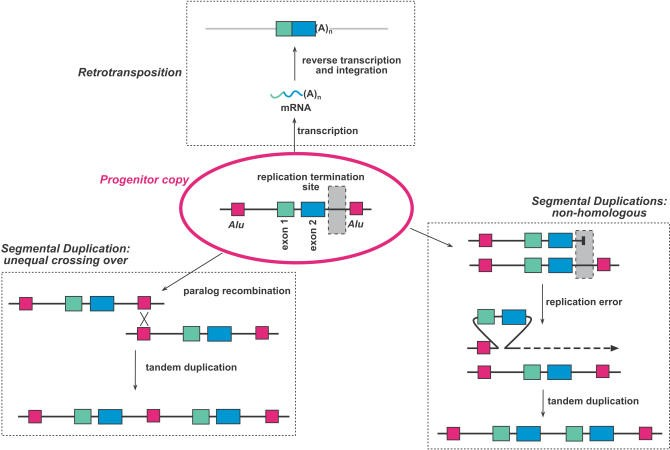
شکل ۱. سازوکارهای رایج تکثیر ژن

افزونگی ژن یا فزون‌باری ژن (به انگلیسی: Gene redundancy) وجود چندین ژن در ژنوم یک جاندار زنده است که کارکرد یکسانی را انجام می‌دهند. افزونگی ژن می‌تواند برخاسته از تکرار ژن باشد. چنین رویدادهای تکراری مسئول بسیاری از مجموعه‌های ژن‌های مشابه هستند. هنگامی که یک ژن فردی در چنین مجموعه‌ای با جهش یا سرکوب ژن هدفمند مختل می‌شود، در نتیجه افزونگی ژن، تأثیر کمی روی فنوتیپ وجود دارد، در حالی که این تأثیر برای حذف یک ژن تنها با یک نسخه زیاد است. سرکوب ژن روشی است که در برخی از مطالعات با هدف مشخص کردن همپوشانی کارکردی اثرات نگهداری و برازش اندام استفاده می‌شود.